# Păpușă voodoo

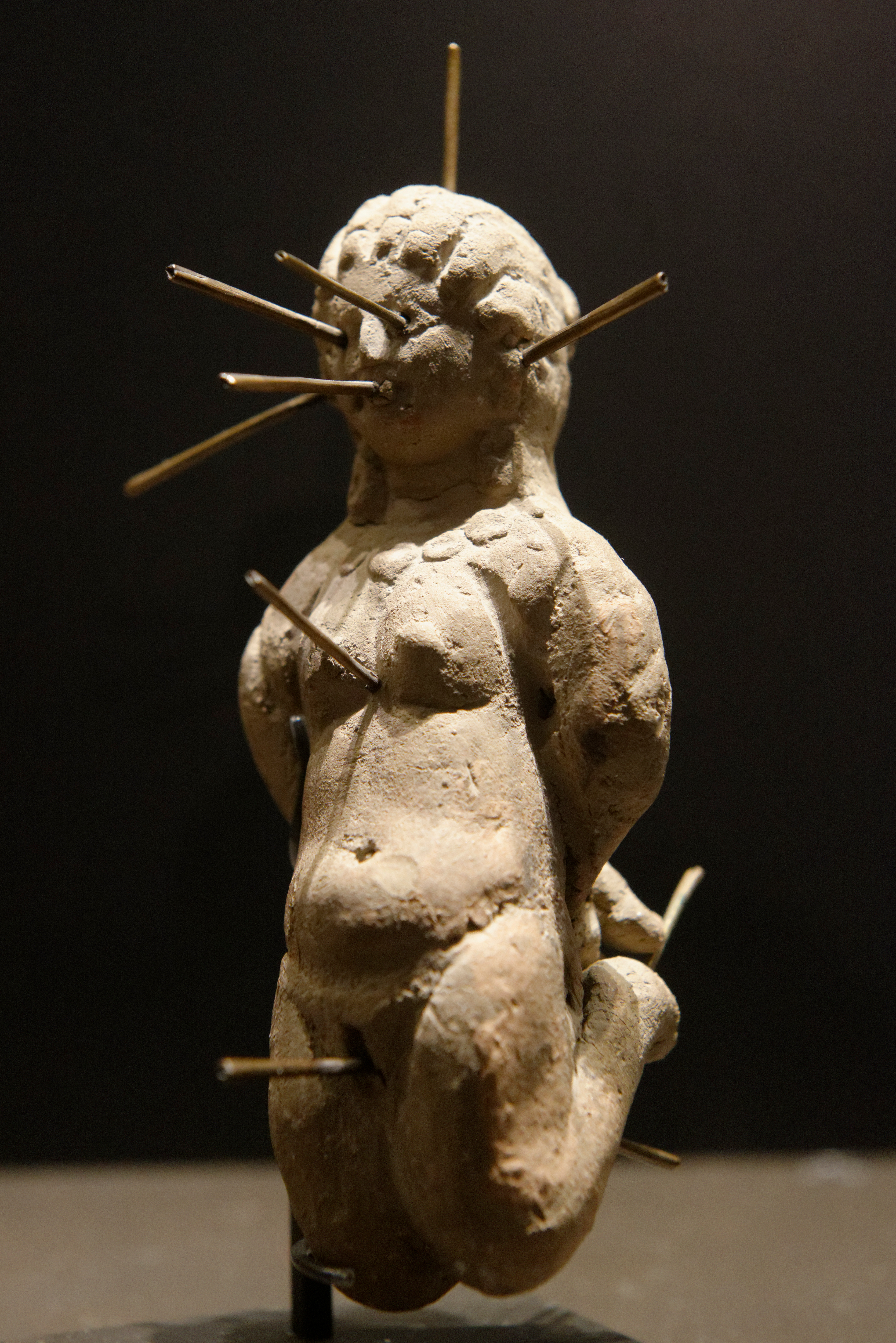
Păpușă voodoo din argilă, străpunsă cu 13 ace de bronz.
(secolul IV d.Hr., Muzeul Luvru)

Păpușa voodoo reprezintă un obiect de cult animist, realizat din ceară, argilă sau lemn, și modelat după aspectul uman, care este folosit în variate practici religioase din întreaga lume. În ciuda numelui, păpușile nu sunt proeminente în tradițiile voodoo din Haiti sau Louisiana. Străpungerea cu ace a păpușii a devenit un stereotip al vrăjitoriei, obiceiul fiind adesea prezentat în cultura populară.

## Voodoo
Păpușile nu apar ca atare în voodoo. Credincioșii așează figurine pe altarele spiritului Erzulie, dar acestea nu sunt destinate să facă farmece. Wangas sau ouangas, în schimb, pot fi folosite pentru a închega blesteme (boli, eșecuri profesionale și în dragoste, etc.), fără a provoca moartea. Cu toate acestea, ele iau forma unor mănunchiuri de plante legate între ele, mai degrabă decât a unor păpuși. Bokors sunt preoți voodoo reputați pentru vrăji.
În Antilele franceze, pachetele folosite pentru a face vrăji se numesc „quimbois”.

## Dagyde
În vrăjitoria occidentală, păpușa (adesea din ceară, uneori din lemn sau zdrențe) folosită pentru a face vrăji se numește „dagyde” (din grecescul dagos). Păpuși magice au fost găsite în sanctuarul lui Isis și Cybele (secolele I și II) din Mainz. Metamorfozele lui Apuleius (secolul I) le menționează, de asemenea. Dagydele au reapărut în Evul Mediu, iar exemple pot fi găsite în Europa cel puțin din secolul al XIII-lea.
În sudul Indiei, în Kerala, chiar și astăzi, în timpul festivalului „Noaptea lui Shiva” (Shiva ratri), brahmanii pun în mâinile devotaților din temple o figurină mică, sculptată în lemn, presupusă a reprezenta omul care a reușit să stea treaz toată noaptea recitând mantra pentru Shiva. Devotații îi înapoiază păpușa de lemn brahmanului după ce îl salută pe zeul Shiva în templu.
Păpușa reprezintă o persoană, iar manevrarea sa ar cauza afecțiuni asupra omului. Se presupune că figurina trebuie să conțină un element al persoanei care urmează să fie blestemată (păr, bucăți de piele, unghii tăiate, etc.), numele acesteia pe o bucată de hârtie, și o fotografie. În practicile de magie neagră, păpușa este înțepată cu ace, tăiată sau arsă în anumite locuri. Se presupune că persoana vizată suferă acolo unde a fost atinsă păpușa.

## Cultura populară
Legătura dintre această practică magică și voodoo a fost stabilită prin prezentarea celei din urmă în cultura populară occidentală, în prima jumătate a secolului al XX-lea. Mitul păpușilor ca fiind strâns legate de voodoo a fost promovat ca parte a reprezentărilor negative asupra negrilor și practicilor religioase afro-caribiene din Statele Unite. În cartea lui John Houston Craige din 1933, Black Bagdad: The Arabian Nights Adventures of a Marine Captain in Haiti, acesta descrie un prizonier haitian care înfigea ace într-o figurină pentru a induce boala. Utilizarea sa a apărut și în reprezentări cinematografice ale voodoo-ului haitian, precum White Zombie (1932) de Victor Halperin, și I Walked with a Zombie (1943) de Jacques Tourneur. Păpușile voodoo apar, de asemenea, într-un episod din The Woody Woodpecker Show (1961), precum și în musicalul britanic Lisztomania (1975) și în filmele Indiana Jones și templul morții (1984), Vrăjitoarele din Eastwick (1987) și Scooby-Doo pe Insula Zombie (1998).
La începutul secolului al XXI-lea, imaginea păpușii voodoo a devenit deosebit de răspândită. Ea a fost percepută ca o noutate, disponibilă pentru achiziționare, fiind oferite exemple în distribuitoarele automate din centrele comerciale britanice. Păpușile voodoo au fost, de asemenea, prezentate în filmul de animație Disney din 2009, Prințesa și Broscoiul, precum și în filmul live-action din 2011, Pirații din Caraibe: Pe ape și mai tulburi.

## Galerie

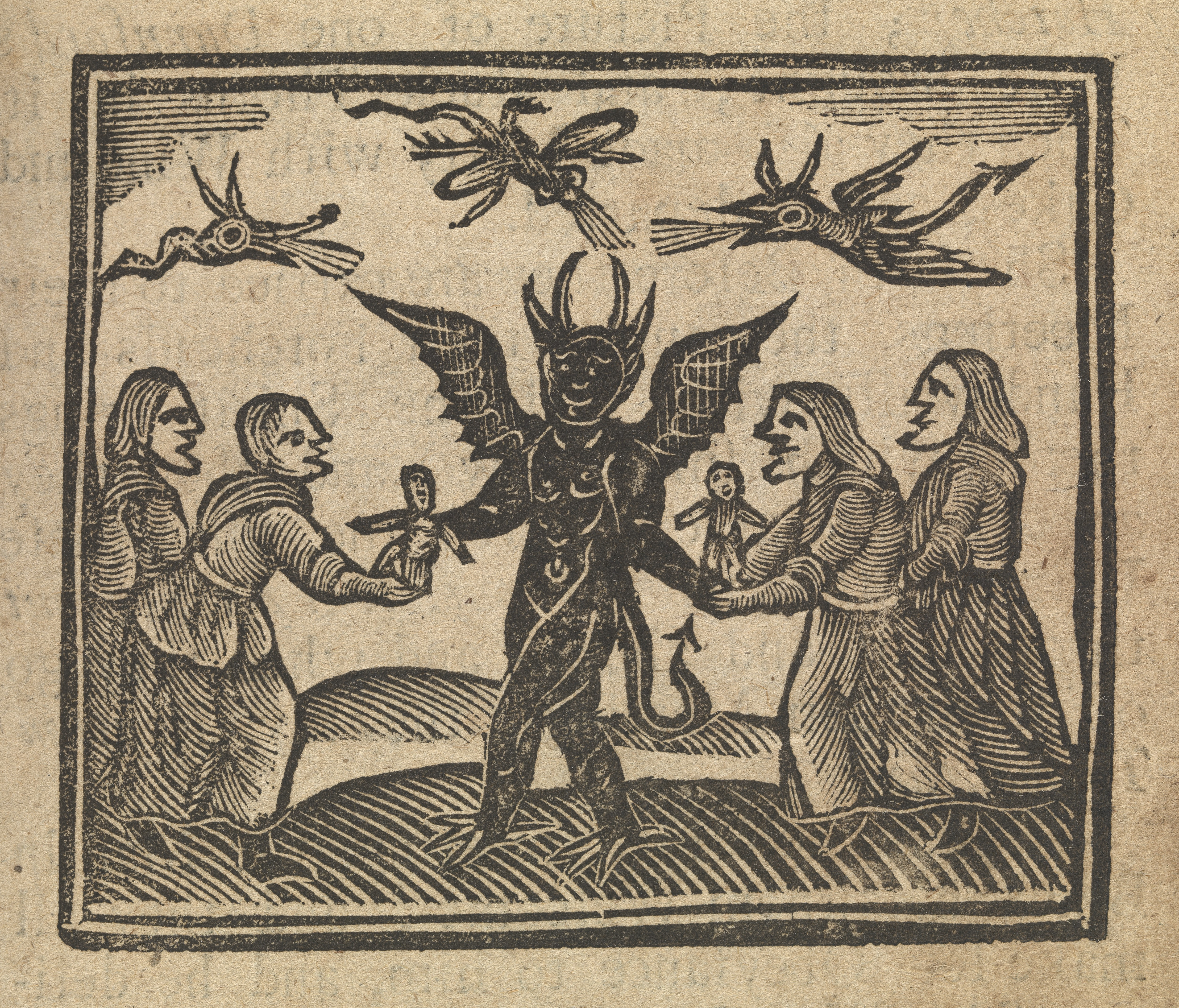
Păpuși voodoo europene oferite Diavolului. Ilustrație din The history of witches and wizards (1720)
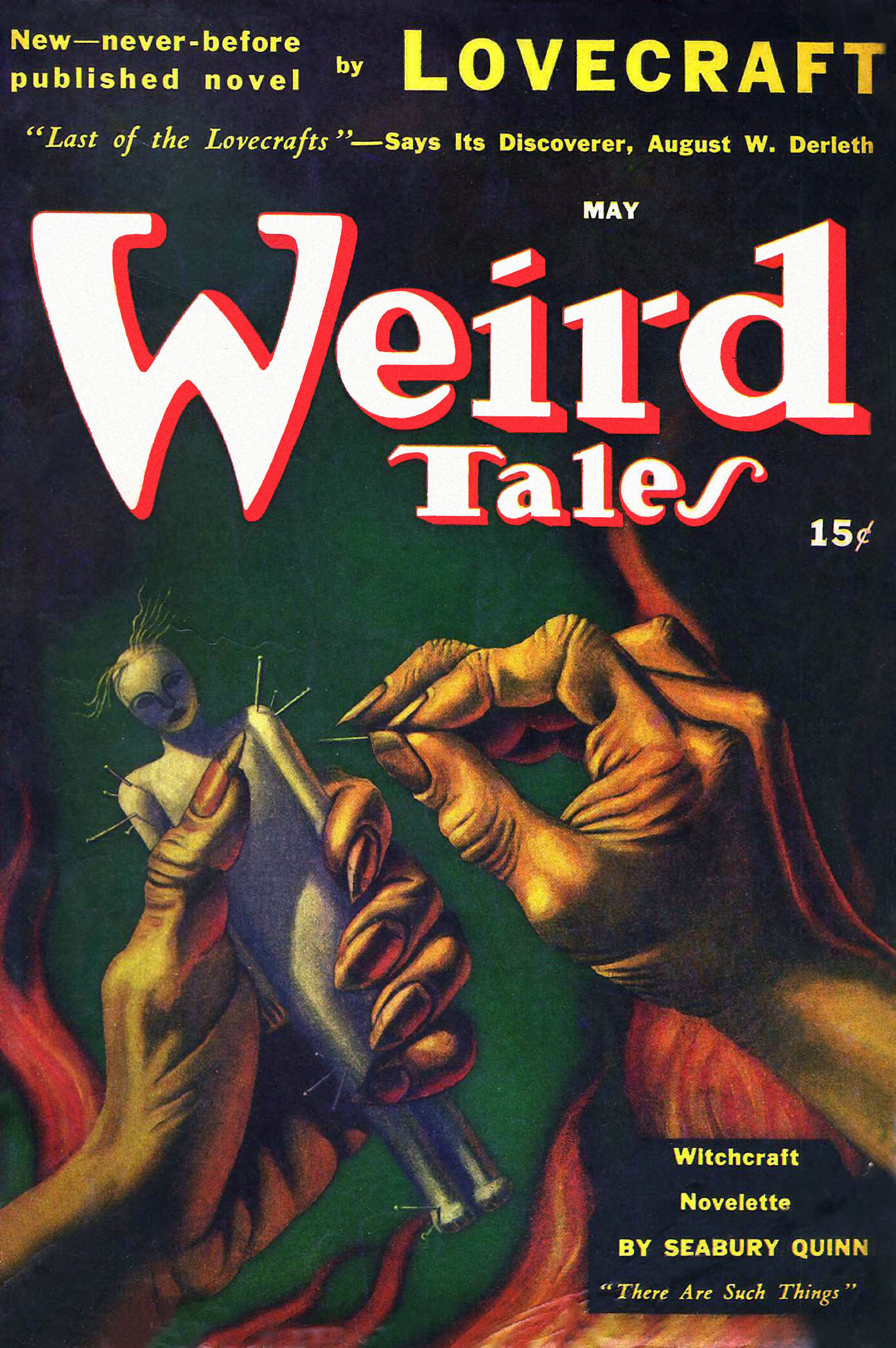
Păpușă voodoo pe coperta revistei pulp Weird Tales, mai 1941
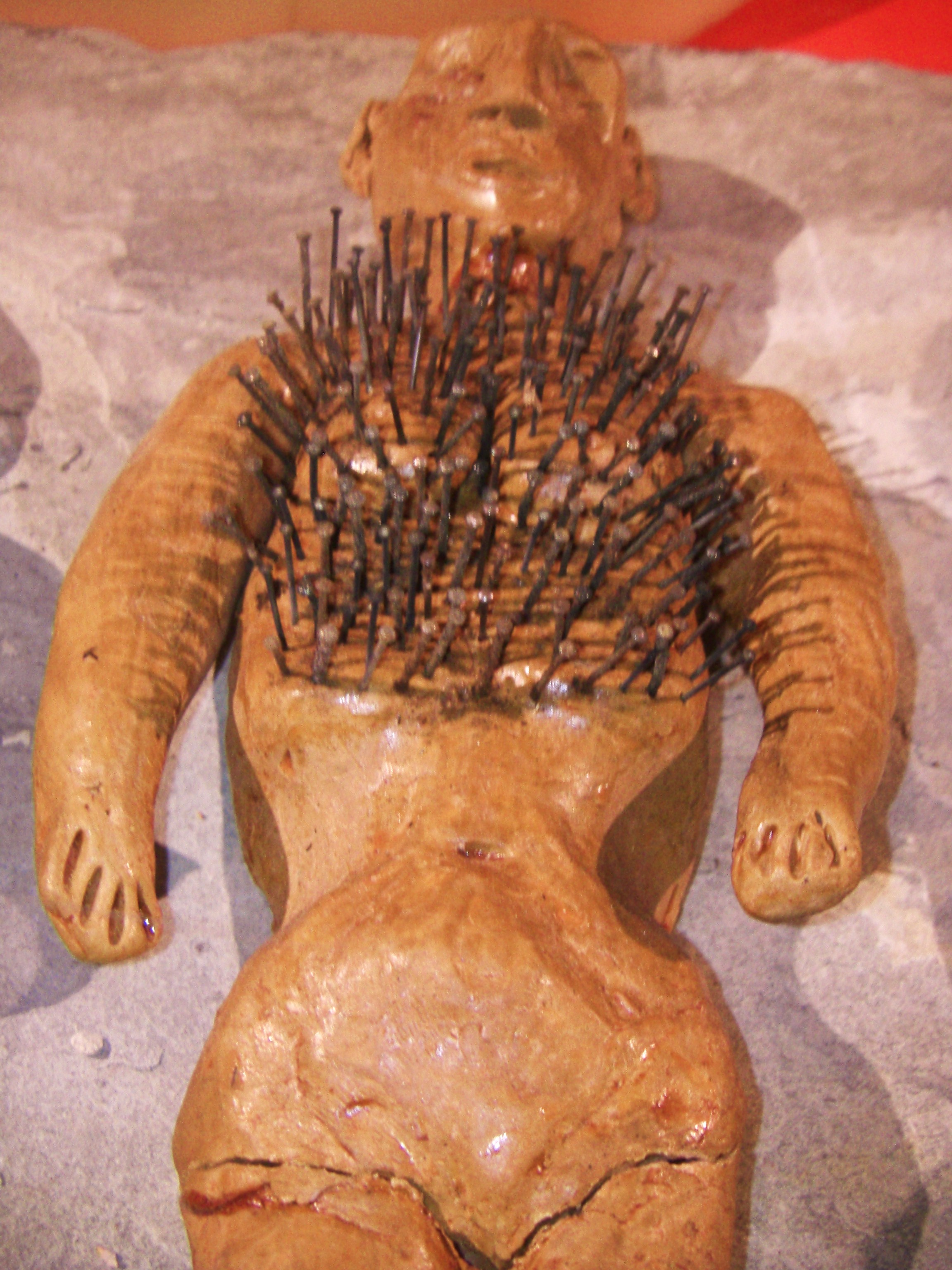
Păpușă voodoo la Muzeul Vrăjitoriei din Cornwall
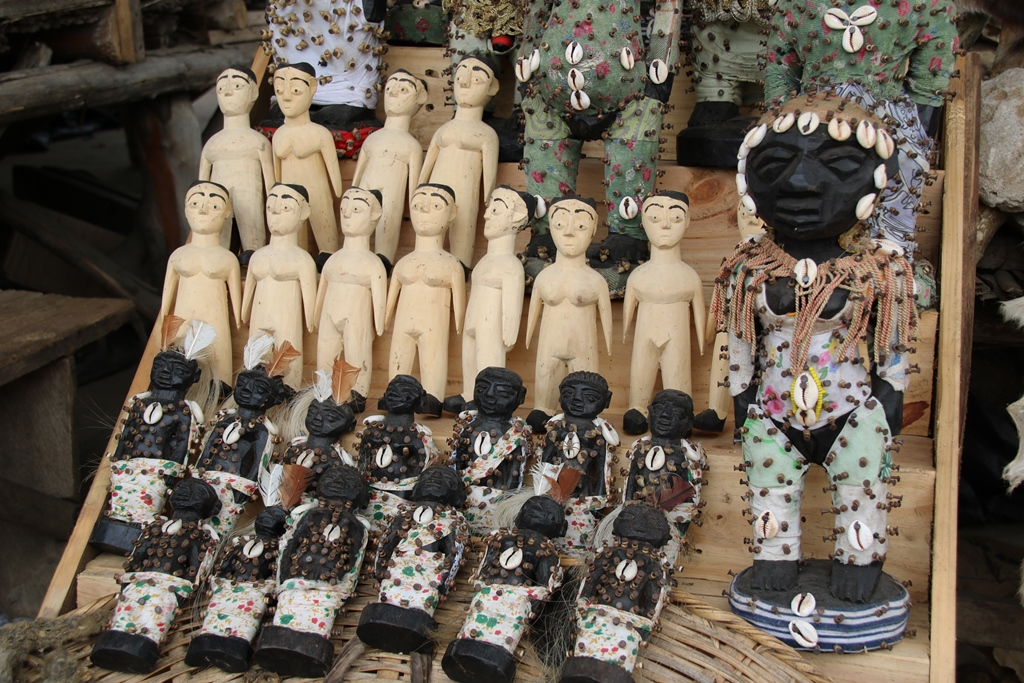
Păpuși voodoo de vânzare la un târg din Togo